# Tropaeum Traiani

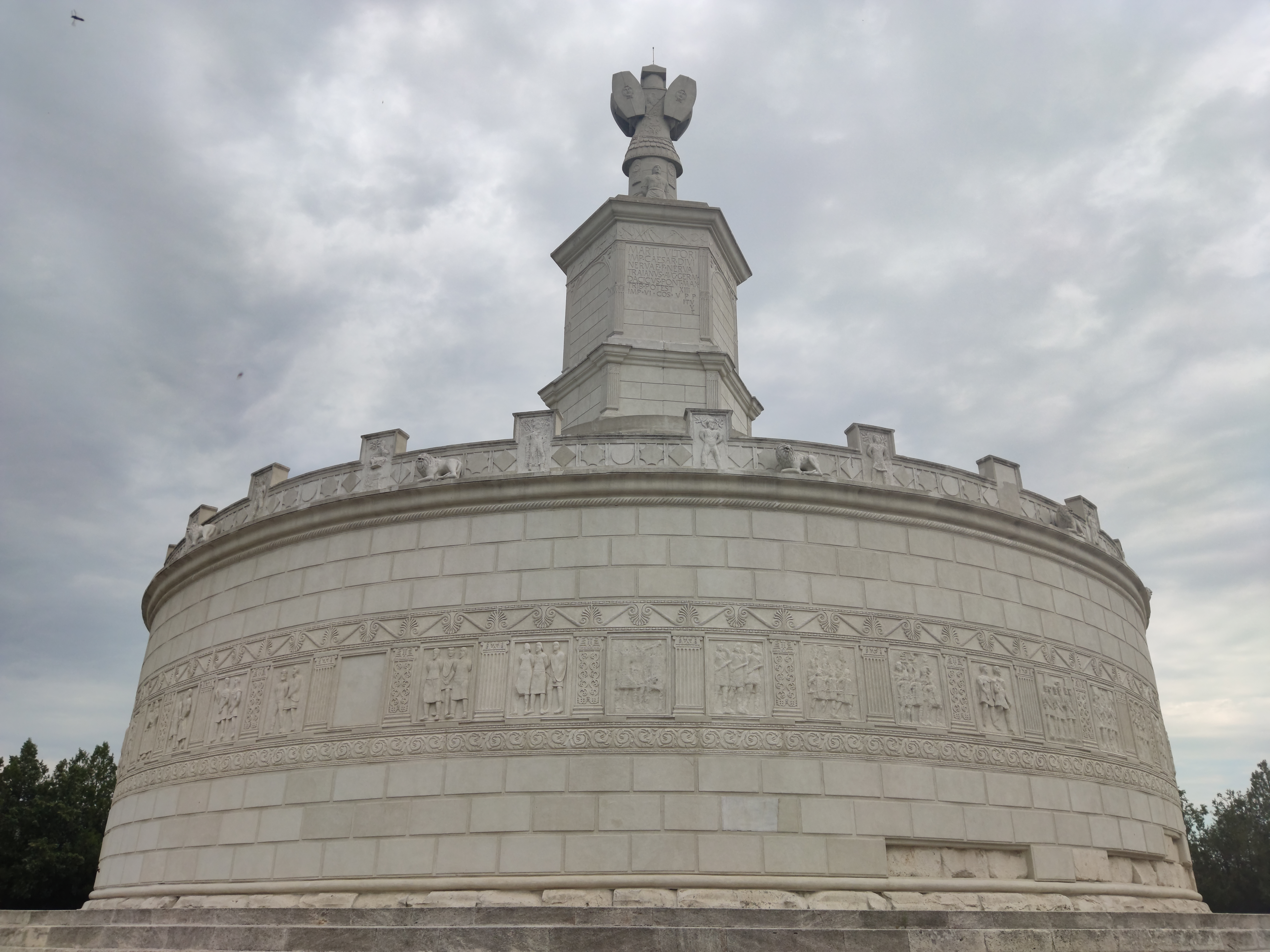
Tropaeum Traiani

A Tropaeum Traiani egy római kori diadalemlék a romániai Adamclisi határában. I.sz. 109-ben építették Traianus császárnak a dákok felett aratott -es tapae-i győzelmének emlékére. Az emlékművet egy korábbi oltár helyén állították fel, amely a XXI Rapax légió 92-es vereségének helyén épült fel. Traianus emlékműve Augustus római mauzóleumának mintájára épült és szintén Mars Ultornak (Bosszuló Mars) volt szentelve. 
Az emlékmű romjait 1837-ben tárták fel majd módszeresen helyreállították. A ma is látható emlékmű egy 1977-ben készült rekonstrukció. A daciai hadjáratot ábrázoló eredeti domborműveket ma Bukarestben, a Nemzeti Történeti Múzeumban tárolják. Az építmény kör alaprajzú. Középrésze henger alakú épület, amelyet felül négyszögletes domborművek sora és díszes párkányzat díszít. A tetején egy hatalmas tropaeum (oszlopra függesztett zsákmányolt fegyverek) szobra áll. Az emlékművet egykoron díszítő metópék nagy részét a közeli Adamclisi Régészeti Múzeumban őrzik.